# Jive Records
Jive Records és una companyia discogràfica especialitzada en música pop i R&B.
Els Backstreet Boys i Britney Spears són els artistes més venuts per Jive.

## Llista d'artistes de Jive Records
El signe (*) indica que l'artista només treballa amb la companyia Jive.

## A
- a1*
- Aaron Carter
- Alex Williams
- Amel Bent
- American Juniors*
- Ant Banks*
- A Tribe Called Quest

## B
- B-Legit* (Sick Wid It/Jive)
- Backstreet Boys
- Billy Ocean*
- BoneCrusher* (So So Def/Jive)
- Boogie Down Productions*
- Bowling for Soup
- Brandon Mcleod
- Britney Spears
- Brian Littrell
- Bullet for My Valentine

## C
- Casual*
- Celly Cel* (Sick Wid It/Jive)
- Chris Brown
- Ciara (LaFace/Jive)
- Charlie Wilson
- Clipse* (Star Trak/Re-Up/Jive)
- Comsat Angels*
- Crustified Dibbs*

## D
- D-Nice*
- The Dares
- Deep Side
- Dirtbag (Epidemic/Jive)
- Dirtie Blonde
- DJ Jazzy Jeff & The Fresh Prince*
- Donnell Jones (LaFace/Jive)
- Dre (Epidemic/Jive)

## E
- E* (Sick Wid It/Jive)
- Easyworld*
- Eamon Doyle*
- Erikaa Brown* (eriy)

## F
- Fu-Schnickens*

## G
- Goldy*

## H
- Huey (Hitz Committee/Jive)
- (hed) p.e.*
- Hi-Five*

## I
- Insane Clown Posse* (Psychopathic/Jive)

## J
- JC Chasez
- Joe
- J-Kwon (So So Def/Hood Hop/Jive)
- Jive Jones*
- Jonathan Butler*
- Justin Timberlake

## K
- Kaliphz*
- K.C. Wilson
- Kelis (Star Trak/Jive: LaFace/Jive)
- Kid Rock*
- Kool Moe Dee*
- KRS-One*

## L
- Lil' Mama
- Living Things

## M
- The Men They Couldn't Hang*
- Melissa Lefton*
- Michael Fredo
- Ms. Melodie*
- Mobb Deep* (Infamous/Jive)
- Keith Murray*
- Mystikal*
- Murda Mil*

## N
- Natasha Bedingfield
- Nick Cannon*
- Nick Carter*
- Nick Lachey
- Nivea*
- Noah
- No Secrets*
- *NSYNC*

## P
- Paradise Lost*
- Papoose (Streetsweepers/Flipmode/Jive)
- Petey Pablo*
- Pink (LaFace/Jive)
- Pooh-Man*
- Primastar*

## R
- R. Kelly
- Raheem DeVaughn
- Reel Big Fish*
- Robyn*

## S
- Samantha Fox*
- Schoolly D*
- Slave Raider*
- Smooth* (TNT/Jive)
- Souls of Mischief*
- Spice 1*
- Starfighters* (In Flight Movie/Jive)
- Steps*
- Suga-T* (Sick Wid It/Jive)
- Sunny Valentine
- Syleena Johnson

## T
- T-Gangers
- T Pain (Konvict Musik/Jive)
- The Pack (Up All Nite/Jive)
- The Click* (Sick Wid It/Jive)
- Three Days Grace
- Too $hort (Up All Nite/Jive)

## U
- UGK
- Usher (LaFace/Jive)

## V
- Vitamin C

## W
- Whodini*

## Y
- Young Argo
- Youngbloodz (So So Def/Jive, Jive/ZLG)
- Young Twin